# 3611 Dabu
3611 Dabu este un asteroid din centura principală, descoperit pe 20 decembrie 1981 de Observatorul Zijinshan.